# Matthew Lloyd
Matthew "Matt" Lloyd (nascido em 24 de maio de 1983) é um ciclista profissional australiano, atual membro da equipe estadunidense de categoria UCI Continental, Jelly Belly-Maxxis.
Nos Jogos Olímpicos de 2008 em Pequim, ele terminou em trigésimo lugar na prova de estrada individual.